# Gnoma holonigra
Gnoma holonigra là một loài bọ cánh cứng trong họ Cerambycidae.